# Hans-Jörg Dannenberg
Hans-Jörg Dannenberg (* 10. November 1957 in Karl-Marx-Stadt) ist ein deutscher Politiker (CDU).

## Leben
Dannenberg ist Diplom-Ingenieur (FH) und lebt in Gera, wo er Beigeordneter und Dezernent der Stadtverwaltung sowie Vorsitzender des Aufsichtsrates der GWB „Elstertal“ GmbH und Vorsitzender des Aufsichtsrates der „Elstertal“ Infraprojekt GmbH Gera war.
Am 1. Dezember 1992 rückte er für den ausgeschiedenen Abgeordneten Josef Duchač in den Thüringer Landtag nach, dem er bis 1994 angehörte.
1994 wurde Dannenberg Mitglied des Geraer Stadtrates und war dort ab 2004 Vorsitzender der CDU-Fraktion. 2014 wurde er für Ostthüringen Beisitzer im Landesvorstand der Kommunalpolitischen Vereinigung der CDU Thüringen. Zur Kommunalwahl 2019 trat er nicht mehr an. Aus Anlass seines Rückzugs aus der aktiven Politik wurde er am 28. Mai 2019 aus den Händen von Ministerpräsident Bodo Ramelow mit dem Verdienstkreuz des Verdienstorden der Bundesrepublik Deutschland ausgezeichnet.